# Яконово (Ленінградська область)
Яконово (рос. Яконово) — присілок у Лузькому районі Ленінградської області Російської Федерації.
Населення становить 10 осіб. Належить до муніципального утворення Серебрянське сільське поселення.

## Історія
Згідно із законом від 28 вересня 2004 року № 65-оз належить до муніципального утворення Серебрянське сільське поселення.

## Населення
| 1997 | 2007 | 2010 |
| ---- | ---- | ---- |
| 7    | ↘5   | ↗10  |